# Roulez Rose
Roulez Rose est une association française loi de 1901 créée en décembre 1999 dont le but est « d'organiser et de promouvoir les randonnées roller du vendredi soir à Toulouse, et par extension, de promouvoir le roller comme loisir, sport, moyen de transport, etc. L’association est apolitique, acommerciale, aconfessionnelle, bref indépendante ! »

## La randonnée

### Présentation
L'association organise tous les vendredis soirs, sauf s'il pleut, une randonnée en roller qui emprunte les rues de Toulouse en deux boucles (une facile et une plus difficile), le parcours changeant chaque semaine. La randonnée part de la Place du Capitole à 21h et se termine à son point de départ 3h plus tard, aux alentours de minuit. 
Cette randonnée est ouverte aux pratiquants de tous les types de rollers (ligne, quads...), mais pas aux vélos, trottinettes et autres moyens de déplacement qui peuvent tout de même suivre le parcours en restant derrière la randonnée. Il est conseillé d'avoir un bon niveau de pratique de roller et il est indispensable de savoir freiner, changer de direction et garder la maîtrise de sa vitesse. La randonnée est annulée en cas de pluie ou de chaussée mouillée.

### Encadrement
La randonnée est encadrée par le staff, composé d'environ 30 bénévoles de l'association portant des chasubles fluorescentes. Une voiture suiveuse permet aussi de faciliter l'accès aux premiers secours.

### Chiffres
En fonction de la période de l'année, le nombre de participants varie. La randonnée rassemble entre 100 et 250 participants chaque vendredi.
Le record reste pour le moment la randonnée Sidaction de mai 2001 avec un peu plus de 1 000 participants.

## Historique
Dès 1995, des randonnées non-encadrées ont eu lieu dans toutes les grandes villes de France. À Paris, les randonnées du vendredi soir organisées par l'association Pari-roller prennent de l'ampleur.
Sur ce modèle parisien, Delphine Cizeau et Pascal Chaurand déposent les statuts de l'association Roulez Rose en décembre 1999.

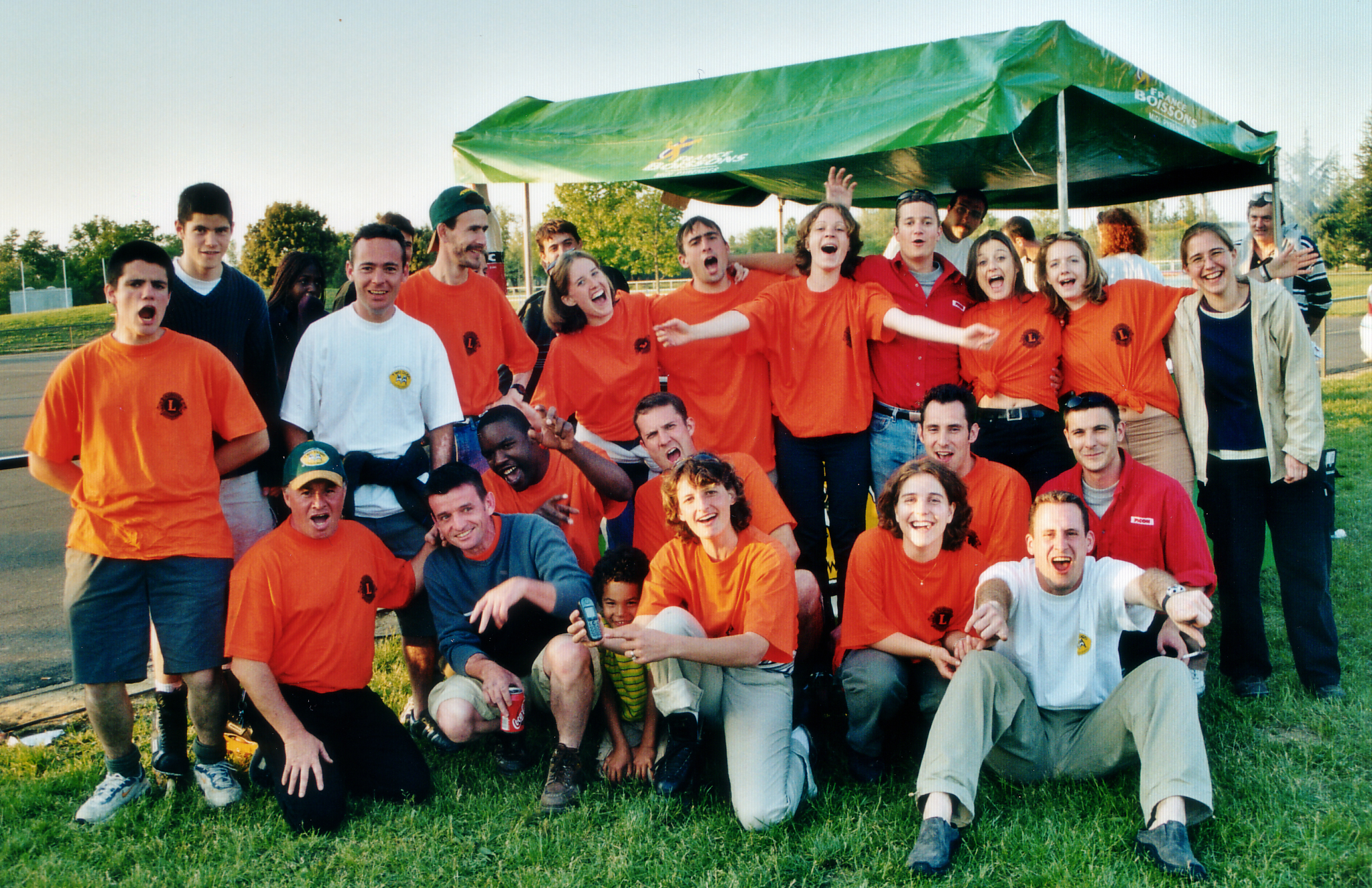
Équipe originale de Roulez Rose

Ils décident alors de fixer les randonnées toulousaines tous les vendredis soirs à 21 heures devant le magasin Roller Avenue, rue Bayard à Toulouse.
En janvier 2000, seule une dizaine de personnes participe à ces premières randonnées. Parmi elles, Jérôme Cognié, Etienne Bonnin, Grégory Cazenave et Philippe Roussel qui rejoignent à cette date l'organisation.
Ces 5 personnes seront les membres actifs du bureau de l'association jusqu'en 2005.
La randonnée partira de la Place du Capitole dès le printemps 2001.

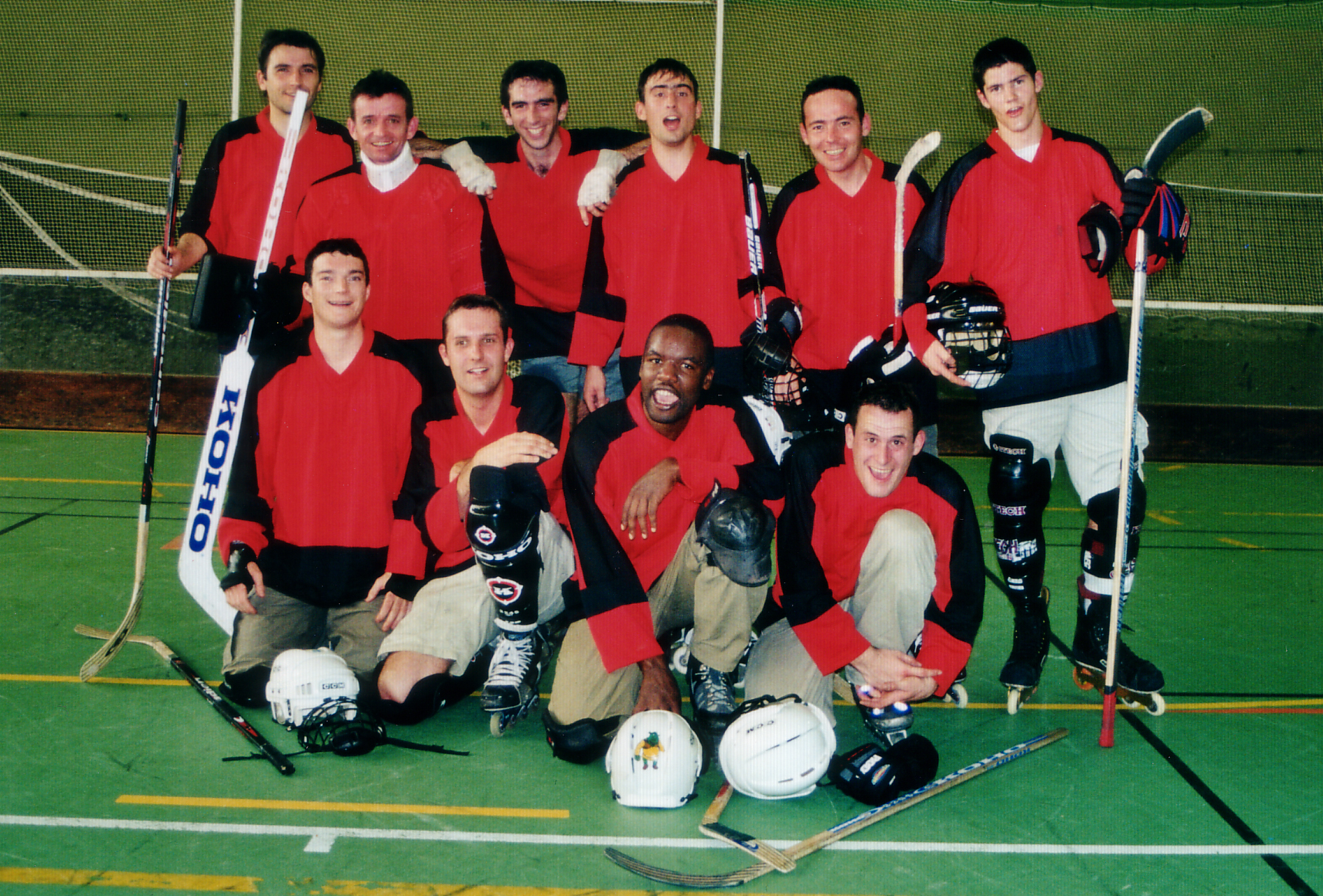
Première équipe de roller-hockey

Autour d'événements festifs, ils développeront la pratique du roller à Toulouse.
Ils seront ainsi à l'origine de grands événements :
- 21 juin 2000 : Première Fête du roller à Toulouse sur la Place de l'Europe. Cette date marquera le début de la forte fréquentation des randonnées
- mai 2001 : Randonnée de soutien au Sidaction. Plus de 1 000 participants et record toujours en cours
- novembre 2001 : Première randonnée déguisée Halloween
- juin 2002 : Première randonnée "Pistolet à eau"
- octobre 2002 : Premier Rock'n Roller au Havana Café. Création éphémère d'une discothèque en roller
- 2002 : Constitution des Panthères de Roulez Rose, équipe de roller-hockey de l'association
- 2003 : Suppression définitive de l'interdiction municipale à l'encontre des « planches et patins à roulettes » sur la Place du Capitole.

Ces événements seront renouvelés par la suite.
À partir de 2002, une randonnée plus familiale est aussi organisée chaque premier dimanche du mois.
En 2005, les membres-fondateurs qu'étaient Delphine Cizeau, Étienne Bonnin, Jérôme Cognié, Grégory Cazenave et Philippe Roussel laissent la place à une toute nouvelle équipe.
En 2015 Roulez Rose organise toujours des randonnées rollers tous les vendredis soirs et les premiers dimanches du mois (sauf en cas de pluie).
La randonnée attire moins de monde qu'à ces débuts. On compte ainsi une moyenne d'environ 100 patineurs pour les randonnées du vendredi soir.  
Les cours donnés par l'association attirent par contre toujours énormément de monde. Il y a une moyenne de 25 participants pour chaque séances. Les adultes sont divisés en 4 niveaux (Débutants, Intermédiaires, Confirmés et "Sensations") les cours pour enfants sont divisés en 3 groupes de niveau (Débutants, Intermédiaires et Confirmés).
De plus Roulez Rose organise lors des périodes de vacances des stages de roller qui se déroulent sur une semaine.

## Autres activités
- L'association organise des cours de roller de plusieurs niveaux.
- Une équipe de roller-hockey s’entraîne aussi chaque semaine au sein de l'association et participe au tournoi Loisirs Midi-Pyrénées. En 2016 l'équipe appelée "Les Panthères" change de nom et se fait désormais appeler "Les RoseWheel".
- Des membres de l’association participent à des courses diverses telles que les 24h du Mans Roller ou Lourdes Tarbes
- Par l'intermédiaire de ses randonnées, Roulez Rose soutient (ou a soutenu) de nombreuses associations parmi lesquelles Sidaction, Neurodon, AIDES et Doc31. Dans le cadre de la randonnée Père Noël de Purpan, l'association organise chaque année une collecte de cadeaux, à destination des enfants hospitalisés à l’hôpital des enfants de Purpan.